# أولريكا ويدستروم
أولريكا كارولينا ويدستروم (بالسويدية: Ulrika Widström)‏ (24 نوفمبر 1764، ستوكهولم - 19 فبراير 1841) ، شاعرة ومترجمة سويدية.

## السنوات المبكرة
والدها صانع الأرغن بيتر فورسبيرغ ووالدتها كاترينا ماريا غريب. تم تعليمها اللغتين الفرنسية والألمانية.

## مهنة
ظهرت لأول مرة كشاعرة في ثمانينيات القرن الثامن عشر، عندما أثارت الانتباه من خلال قصائدها، والتي نشرت في الصحف الأدبية. و صعد نجمها عند نشرها Erotiska sånger (الأغاني المثيرة) في عام 1799. تم وصف شعرها على أنه متأثر جدًا بالعصر الغوستافي . نشرت أعمالها التي تم جمعها من قبل كارل يوليوس لينستروم في عام 1840. تمت إعادة طباعتها مرات عديدة. وفي العام نفسه، حصلت على الميدالية الذهبية الكبرى للأكاديمية الملكية السويدية. كانت وايدستروم معروفة ومقدرة من قبل معاصريها، مثل كارل جوستاف أف ليوبولد وبنجت ليدنر وتوماس ثوريلد وبير دانيال أماديوس أتربوم .
تزوجت من سفين ويدستروم (المتوفى 1814) ، عازف الكمان في الكابيل الملكي ‏ ، في 1790. في عام 1814 ، انتقلت إلى ماريستاد ، حيث فتحت مدرسة للبنات في عام 1830.

## في الخيال
تم تصوير أولريكا ويدستروم في رواية Pottungen ( طفلة تشامبر بوت) من قبل آنا لاستاديوس لارسون من عام 2014 ، حيث أصبحت، إلى جانب أولريكا باش ، وآنا ماريا لينجرين ، وجينا فون فوننغزهاوزن ، وماريان إرينستروم ، وصوفي فون فيرسن، عضوات في جمعية بلو ستوكينغز التي أسستها هيدفيغ إليزابيث شارلوت من هولشتاين جوتورب .